# Balatro
Balatro — комп'ютерна гра в жанрі Roguelike, заснована на правилах покеру, розроблена компанією LocalThunk та видана Playstack. Гра вийшла 20 лютого 2024 року для Microsoft Windows, Nintendo Switch, PlayStation 4, PlayStation 5, Xbox One і Xbox Series X/S, а 1 березня була випущена версія для macOS. Порти для Android та iOS були випущені 26 вересня 2024 року. У грі гравець розігрує покерні комбінації, щоб набирати очки та перемагати блайнди. Вона отримала кілька номінацій на The Game Awards 2024 — включно з «Грою року» та «Найкращим ігровим режисером» — перемогою в номінаціях «Найкраща незалежна гра», «Найкраща дебютна інді-гра» та «Найкраща мобільна гра». Гра також була номінована на 28-му щорічну премію D.I.C.E., зокрема в категоріях «Гра року» та «Видатні досягнення в геймдизайні». Вона здобула нагороди за «Видатні досягнення серед незалежних ігор», «Гру року в жанрі стратегії/симулятора» та «Мобільну гру року».

## Ігровий процес

### Проходження
Balatro — гра у жанрі roguelike з механікою складання колоди. Гравець обирає колоду, кожна з яких має унікальні ефекти та карти, перед кожним проходженням. Проходження поділяється на анте, з трьома блайндами, кожен з яких має зростальну складність. Блайнд складається з кількох раундів, у яких гравець має використовувати різні комбінації карт, щоб набрати необхідну кількість очок. Щоб легше подолати блайнди, гравець може купувати різні карти, що змінюють правила гри. Ці предмети купуються в магазині між раундами.
Кожне анте складається з трьох раундів: Малий блайнд, Великий блайнд і Бос-блайнд. Малий та Великий Блайнди можуть бути пропущені або зіграні; пропустивши блайнд, гравець відмовляється від звичайних винагород за перемогу над блайндом або можливості скористатися магазином, але отримує винагороду з тегом. Більшість тегів дають певні переваги при вході в наступний магазин, наприклад безкоштовні картки чи бустер-паки, але деякі дають ефект миттєво або коли виконуються інші критерії. Бос-Блайнди створюють додаткові випробування, такі як зменшення ефективності деяких карт або вимога пройти раунд лише за одну руку.
У кожному блайнді гравці мають обмежену кількість покерних рук, за допомогою яких вони повинні набрати задану кількість очок, а також обмежену кількість скидів, що дозволяють замінити до п'яти карт у руці. Гра закінчується, якщо у гравця закінчуються руки до досягнення цільового рахунку.
Під час раунду гравець тягне карти з колоди, що спочатку містить стандартні 52 карти, проте впродовж гри карти можуть додаватися або знищуватися. Гравець обирає до п'яти карт із метою сформувати покерні комбінації для отримання очок. Базове значення комбінації обчислюється та перетворюється на «фішки», які потім множаться на показник «множника» (Mult), що збільшується залежно від карт, комбінацій і активних джокерів. Карти Джокера впливають на гру по-різному, наприклад пропонують додаткові фішки чи множник за виконання певних умов, або змінюють спосіб розіграшу деяких покерних комбінацій.
Після перемоги над блайндом гравець отримує грошову винагороду, розмір якої залежить від його результатів. У магазині можна використати зароблені кошти, отримані за подолання блайндів або продаж непотрібних карт, для придбання окремих карт, набори з випадковим вибором карт, а також ваучерів, що надають додаткові можливості. Після перемоги у 8 анте та завершення проходження гравець може продовжити гру в нескінченному режимі, намагаючись набрати якомога більше очок. Гравець може пройти до 39 анте в нескінченному режимі, після чого гра аварійно завершується.

### Карти
Джокери — це основний спосіб, яким гравці можуть змінювати свої бали в грі, а також викликати інші ефекти. Гра була випущена зі 150 картами Джокера. Багато джокерів надають бонуси до чіпів або множника Mult залежно від певних умов, а деякі з них забезпечують додаткові множники Mult. Інші джокери можуть приносити гроші або витратні карти при виконанні відповідних умов. Джокери можуть бути знайдені або оновлені до таких варіантів, як фольговані, поліхромні, негативні або голографічні версії, які надають додаткові бонуси. Частина стратегії Balatro полягає в оптимізації обмежених слотів для джокерів картами, що взаємодіють між собою та з іншими картами, що дозволяє значно збільшити можливості для набрання балів.
Гравці можуть формувати колоду різними способами, що дозволяє покращити шанси на отримання конкретних покерних рук. Додаткові карти можна отримати через бустерні пакети в магазині. Карти Таро надають різноманітні одноразові ефекти, такі як зміна мастей карт, їх покращення для отримання бонусів при грі або видалення карт. Завдяки цим ефектам можна грати нетрадиційними покерними комбінаціями, такими як П'ять одного роду, Флеш-Хаус (повний набір карт однієї масті) та Флеш-П'ятірка (п'ять карт однієї масті та рангу).
Карти Планет підвищують рівень вибраних покерних комбінацій, збільшуючи їх базові значення фішок і множника під час гри. Спектральні карти надають додаткові ефекти, які не доступні через карти Таро, наприклад нанесення оздоблення на карти, що автоматично активують бонуси за певних умов.

## Розробка гри
Balatro був розроблений LocalThunk, анонімним інді-розробником із Саскачевану, Канада. В одному з інтерв'ю він сказав, що здебільшого грає в змагальні онлайн-ігри, і що він більше розмірковує про «рогаліки», ніж насправді грає в них. Попри тематику гри, LocalThunk зазначив, що він не грає в покер і не бажає, щоб гра використовувалася для азартних ігор в казино.
Розробка гри розпочалася у 2021 році, за два з половиною роки до релізу, і спочатку гра задумувалася як одна з кількох невеликих ігор, якими можна було поділитися з друзями. Початкова ідея полягала в створенні онлайн-версії кантонської карткової гри «Big Two», де гравці використовують карти для створення комбінацій, схожих на покерні руки. Побачивши кількість roguelike-декбілдерів на Steam і переглянувши трансляцію на Twitch де грали в «Luck Be a Landlord» (roguelike з тематикою ігрових автоматів) він отримав натхнення перетворити свій клон Big Two на однокористувацький roguelike-декбілдер без онлайн-режиму. За словами LocalThunk, він уникав гри в інші декбілдери, щоб не запозичувати ідеї з цих ігор, і лише ближче до завершення розробки грав у «Slay the Spire», щоб зрозуміти, як у цій грі реалізовано систему управління. На певному етапі він розглядав назву «Joker Poker» для гри, але в підсумку зупинився на назві «Balatro», що означає професійного жартівника або блазня.
Саундтрек до Balatro був написаний і спродюсований LouisF, фриланс-музикантом з платформи Fiverr.
Balatro був програмований на мові Lua з використанням ігрового фреймворку Löve. Псевдонім LocalThunk походить від способу оголошення змінних у Löve, «Local», та поширеної назви змінної в його проєктах, «Thunk».

## Продажі
Протягом восьми годин після релізу гра згенерувала понад 1 мільйон доларів США валового доходу, за даними видавця Playstack. За перший місяць було продано понад один мільйон копій гри. До січня 2025 року гра перевищила позначку в 5 мільйонів проданих копій, причому близько половини з них було реалізовано після виходу мобільних версій у вересні 2024 року. Ці дані не враховують гравців, які грали безплатно через Apple Arcade.